# Myra Biggerstaff-Kvistberg
Myra Biggerstaff-Kvistberg född 6 februari 1905 i Logansport, Indiana USA, död 1999, var en amerikansk-svensk målare.
Hon var dotter till läraren Blanche Berry Biggerstaff och järnvägstelegrafisten Oliver Biggerstaff samt gift första gången 1933 med Roland Kvistberg och andra gången med William Holliday.
1909 flyttade familjen till Omaha, Nebraska för att senare flytta till Auburn Nebraska år 1919 när hennes pappa fick en tjänst som stins i Howe. Biggerstaff-Kvistberg utbildade sig till lågstadielärare vid Bethany College i Lindsborg Kansas 1924–1926. Efter att hon arbetat något år som lärare återvände hon till Bethany år 1929 för att arbeta som assistent till Birger Sandzén. Han kom samtidigt att fungera som Biggerstaff-Kvistberg konstnärliga mentor och lärare.
Biggerstaff-Kvistberg och Birger Sandzéns dotter Margaret Sandzén for 1932 till Paris och lyckades få tag i en bostad vid Cité Internationale Universitaire de Paris. I Paris studerade hon konst för André Lhote samtidigt som hon deltog i professor Roland Kvistbergs språkundervisning vid universitetet. Hon kände redan Kvistberg från sin tid vid i Bethany College där han varit verksam som lärare. De kom senare att gifta sig 1933 och flytta till Uppsala, där hon ställde ut med sina akvareller och Birger Sandzéns grafik på Uppsala universitet.
Tiden i staden blev kort, redan 1934 flyttade hon till Stockholm där hon studerade vid Konsthögskolans grafiska avdelning för Emil Johanson-Thor och Harald Sallberg samt under studieresor till ett flertal Europeiska länder. Hon medverkade i Brommakonstnärers utställning på Bromma läroverk.
Biggerstaff-Kvistberg bodde i Sverige till att andra världskriget upphört och när hon var klar med studierna återvände hon till USA där hon ansökte om skilsmässa från Kvistberg.
Väl i USA blev hon väldigt aktiv med sin utställningsverksamhet och ställde bland annat ut på Whyte Gallery i Washington och separat ställde hon ut på Joslyn Memorial Museum i Omaha Nebraska. Hon tog samtidigt upp sin lärarkarriär men nu vid Trinity University i San Antonio Texas där hon arbetade i två år innan hon flyttade till New York City för att studera vid Columbia University Teachers College. Hon medverkade i ett flertal konstutställningar i New York City där hon även tilldelades utmärkelser och hedersomnämnanden för sin konst. Hon drog sig tillbaka 1972 efter pensioneringen från Fashion Institute of Technology i New York City där hon var verksam som tillförordnad professor.
Representerad vid Museum of Nebraska Art